# 10纳米制程
10纳米制程是半导体制造制程的一个水準。

## 歷史
三星電子與聯發科在2017年推出10纳米器件，三星電子的Exynos 9 Octa 8895與高通的Snapdragon 835是首批量產供貨的10nm晶片產品，於第一季問世。
蘋果公司於2017年尾發表的Apple A10X（第二代iPad Pro）和Apple A11（iPhone 8及iPhone X）均由台積電10nm FinFET製程生產。
英特尔於2018年推出了第一款10nm製程的處理器，採用Cannon Lake微架構。 但此微架構僅有一款筆電處理器——i3-8121U。由於預期性能及研發難度超越他廠的同名稱製程，因此桌上電腦和伺服器級處理器推遲至2020年以後。2019年第三季，英特尔推出了第二代10nm製程處理器，採用Ice Lake微架構。這次發表的處理器全部是筆電處理器。
三星將後續優化的製程命名為8奈米，以融入了部分7奈米製程繼續為特點，於2018年量產。
2021年7月，英特爾宣布新的節點命名方式，將其節點與物理尺寸脫勾，其中10nm Enhanced SuperFin製程更名為「Intel 7」，其表現不輸台積電的7奈米製程。
在10纳米中，金属的宽度为40至50纳米，其后继制程是7纳米。